# Дымчатая летучая мышь
Дымчатая летучая мышь (лат. Amorphochilus schnablii) — один из двух видов летучих мышей семейства дымчатые летучие мыши. Видовое латинское название дано в честь немецкого врача и энтомолога Иоганна Андреаса Шнабля (1838—1912).
Длина тела от 35 до 38 мм, хвоста 30 мм. Вид распространён в Чили, Эквадоре, Перу. Ареал ограничен прибрежной зоной. Живёт в небольших группах от одной до пяти, максимально до 300 особей. Встречается в лесах, засушливых районах, в пещерах и заброшенных зданиях вблизи посевных площадей. Питается в основном чешуекрылыми. Продолжительность жизни до 6 лет.
Основной угрозой для вида является уничтожение среды обитания.